# Hapalophragmium deightonii
Hapalophragmium deightonii är en svampart som beskrevs av Cummins 1956. Hapalophragmium deightonii ingår i släktet Hapalophragmium och familjen Raveneliaceae.   Inga underarter finns listade i Catalogue of Life.